# Webrichtlijnen
De Webrichtlijnen zijn een set technologie-onafhankelijke richtlijnen voor toegankelijke, duurzame en vindbare digitale webcontent.
Websites die gebouwd zijn conform de Webrichtlijnen zijn optimaal toegankelijk voor gebruikers van uiteenlopende webapparaten, besturingssystemen en hulptechnologieën, en voor mensen met functiebeperkingen, waaronder visueel gehandicapten. Op die manier wordt verzekerd dat niemand door techniek wordt belemmerd om gebruik te maken van de informatie en diensten die via internet worden aangeboden. Daarnaast is de content van die websites beter vindbaar met zoekmachines.
De Webrichtlijnen bestaan uit een samenhangende set basiseisen voor de ontwikkeling en bouw van websites, samen met hulpmiddelen om te controleren of aan de eisen is voldaan. Deze basiseisen zijn volledig gebaseerd op internationaal vastgestelde en geaccepteerde standaarden voor webinterfaces. De meeste zijn opgesteld door het World Wide Web Consortium (W3C).
Belangrijke doelgroep voor de Webrichtlijnen zijn medewerkers van de overheid, die fungeren als opdrachtgever bij de inkoop, ontwikkeling en bouw van websites. Aan ontwikkelaars bieden de Webrichtlijnen een referentie hoe standaarden voor de webinterface kunnen worden toegepast op een samenhangende wijze. Beoogd resultaat is een website die bruikbaar is in uiteenlopende situaties (voorbeelden: PC, handheld computer, smart phone, afdruk op papier, braille-leesregel, spraaksynthese).
De webrichtlijnen bevatten de vier principes en volledig tekst van de Web Content Accessibility Guidelines 2.0 (WCAG 2.0), de internationale toegankelijkheidsrichtlijnen van het W3C. Daaraan is door de Nederlandse overheid een vijfde principe toegevoegd: het principe Universeel. Hierin staan richtlijnen voor uitwisselbaarheid van content, optimale bruikbaarheid, vindbaarheid en een paar eisen voor gebruiksvriendelijkheid.

## Geschiedenis
De huidige versie Webrichtlijnen versie 2 is gebaseerd op versie 1, een in 2004 door de Nederlandse overheid vastgestelde set van 125 kwaliteitsrichtlijnen. Het was gebaseerd op de WCAG 1.0-prioriteit-1-ijkpunten. Versie 1.2 van de Webrichtlijnen omvatte onder meer de volgende specificaties:
- HyperText Markup Language (HTML 4.01 of XHTML 1.0 Strict)
- Cascading Style Sheets (CSS 1.0 en 2.1)
- Document Object Model (DOM level 1, 2 en 3)
- ECMA-script (gestandaardiseerde versie van Javascript en JScript)
- Web Content Accessibility Guidelines (WCAG 1.0, prioriteit 1 en 2)

Ze zijn op 1 januari 2015 vervallen en opgevolgd door versie 2, na een overgangssituatie waarin beiden gebruikt konden worden.

## Paraplustandaard
De Webrichtlijnen zijn geen standaard die in de plaats komt van andere webstandaarden. Ze zijn een 'paraplustandaard' die de belangrijkste specificaties voor de webinterface omvatten en de samenhang tussen die specificaties beschrijven. Een website die voldoet aan de Webrichtlijnen voldoet daarmee dus ook aan bovengenoemde specificaties en is tevens in overeenstemming met het waarmerk drempelvrij.nl, de Nederlandse norm voor toegankelijkheid van websites.

## Kosten
Hoewel in het algemeen in de markt de indruk bestaat dat het toepassen van de Webrichtlijnen een positief effect heeft op verschillende kosten-baten indicatoren, blijkt uit wetenschappelijk onderzoek dat het niet mogelijk is conclusies te trekken over financiële of economische voordelen, bij gebrek aan hard bewijs voor de effecten van de toepassing van de richtlijnen.

## Wetgeving
In april 2006 werd door de Tweede Kamer een motie ingediend waarin het kabinet werd opgeroepen om de toegankelijkheid van overheidswebsites te verbeteren. Die motie was aanleiding voor totstandkoming van het Besluit Kwaliteit Rijksoverheidswebsites. Dit besluit is gebaseerd op de Webrichtlijnen.
Webrichtlijnen versie 2 werd op 23 juni 2011 als officiële overheidsstandaard vastgesteld door het College Standaardisatie. In oktober 2016 zijn de Webrichtlijnen 2 op de 'pas-toe-of-leg-uit'-lijst vervangen door 'Digitale toegankelijkheid'.